# 赤尾清冬
赤尾 清冬（あかお きよふゆ）は、戦国時代から安土桃山時代にかけての武将。浅井氏、宮部氏の家臣。

## 略歴
赤尾氏は近江国の守護大名京極氏譜代の家臣で、赤尾城を本拠とし、京極氏衰退と共に京極氏の被官の浅井氏に従う。
永禄4年（1561年）、浅井長政に従い、六角義賢に属する太尾城の攻略に従軍した。天正元年（1573年）、織田信長との戦いに敗れ小谷城の戦いで父・清綱は切腹した。その際、嫡子の虎千代（後の清冬）の命は、清綱のそれまでの働きと忠義に免じて織田信長直々に助命したといわれている。
浅井氏の滅亡後は宮部継潤に仕え、因幡国諸磯城代となる。継潤の隠居後はその子・長房に仕えた。